# Confederació Internacional d'Organitzacions Sindicals Lliures
La Confederació Internacional d'Organitzacions Sindicals Lliures (CIOSL),també coneguda com a ICFTU (International Confederation of Free Trade Unions) era la més gran central sindical a nivell mundial fins al 31 d'octubre de 2006, quan es va fusionar amb la Confederació Mundial del Treball (CMT), també anomenada World Confederation of Labour (WCL) per a formar la Confederació Sindical Internacional (CSI), també anomenada International Trade Union Confederation (ITUC). Representava a 157 milions de treballadors en 225 organitzacions sindicals afiliades en 148 països i territoris.
Havia estat creada el 7 de desembre de 1949a Londres a partir d'una escissió de la Federació Sindical Mundial (FSM), en el seu primer Congrès els estatuts van ser adoptats per 70 organitzacions sindicals que cobrien 53 països, amb una afiliació agregada de 50 milions de persones. El seu últim secretari general, des de 2001, va ser Guy Ryder. La seva seu era a Brussel·les, Bèlgica. Anteriors Secretaris Generals havien estat: J.H. Oldenbroeck (1949-1960), Omer Becu (1959-1967), Harm G. Buiter (1967-1971), H. Maier (1971-1972), Otto Kersten (1972-1982), John Vanderveke (1982-1992), Enzo Frizo (1992-1994) i Bill Jordan (1995-2001).
La CIOSL tenia tres organitzacions regionals que haurien de dissoldre's durant 2007 per a conformar les noves organitzacions regionals de la Confederació Sindical Internacional: 
- l'Organització Regional Interamericana de Treballadors (ORIT, 1951) per a Amèrica.
- l'Àsia and Pacific Regional Organisation (APRO, 1951) per a Àsia i el Pacífic; i
- l'African Regional Organisation (AFRO, 1957) per a Àfrica; *

Va existir també la European Regional Organisation (ERO, 1950-1969) que agrupava 20 confederacions sindicals de 18 estats europeus.
La CIOSL mantenia així mateix relacions properes amb la Confederació Europea de Sindicats (CES) i les Federacions Sindicals Internacionals (FSI), que agrupen als sindicats nacionals per cada sector de l'activitat econòmica.

## Congressos Mundials de la CIOSL
- 1 Londres (Regne Unit) - 28 de novembre a 7 de desembre de 1949
- 2 Milà (Itàlia) - juliol 1951
- 3 Estocolm (Suècia) - juliol 1953
- 4 Viena (Àustria) - maig 1955
- 5 Tunis (Tunísia) - juliol 1957
- 6 Brussel·les (Bèlgica) - desembre 1959
- 7 Berlín (RFA) - 1962
- 8 Ámsterdam (Països Baixos) - 1965
- 9 Brussel·les (Bèlgica) - juliol 1969
- 10 Londres (Regne Unit) - juliol 1972
- 11 Mèxic D.F. (Mèxic) - octubre 1975
- 12 Madrid (Espanya) - novembre 1979
- 13 Oslo (Noruega) - juny 1983
- 14 Melbourne (Austràlia) - març 1988
- 15 Caracas (Veneçuela) - març 1992
- 16 Brussel·les (Bèlgica) - juny 1996
- 17 Durban (Sud-àfrica) - abril 2000
- 18 Miyazaki (Japó) - 5 al 10 de desembre de 2004[6]
- 19 Viena (Àustria) - 30 d'octubre de 2006.[7][8]